# SS Kurtuluş
Le SS Kurtuluş est un cargo turc connu pour son rôle humanitaire lors de la Grande Famine pendant l'occupation de la Grèce pendant la Seconde Guerre mondiale. Il coule le 20 février 1942 dans la mer de Marmara lors de son cinquième voyage d'Istanbul (Turquie) au Pirée (Grèce). En turc, Kurtuluş signifie le « salut ».